# Pétronille (Bigorre)
Pétronille (* um 1184; † 1251) war seit 1194 Gräfin von Bigorre sowie Vizegräfin von Marsan und Nébouzan. Sie war das einzige Kind des Grafen Bernard IV. von Comminges aus dessen erster Ehe mit der Gräfin Beatrix III. (Stephanie) von Bigorre.

## Biographie
Als einziges Kind ihrer Mutter galt Pétronille als deren Erbin in Bigorre und Marsan und stand damit bereits als Kind im Zentrum der Interessenspolitik mehrerer Parteien. Führte für sie zunächst ihr Vater, nach dessen Trennung von ihrer Mutter, die Regentschaft in Bigorre, wurde dieser von König Alfons II. von Aragon zur Aufgabe der Vormundschaft über seine Tochter gezwungen. Diese übernahm der König selbst und verlobte Pétronille 1192 mit dem Vizegrafen Gaston VI. von Béarn der ein enger Gefolgsmann des aragonesischen Königs war, die Hochzeit folgte frühestens 1196.
Gaston von Béarn war ein entschiedener Gegner des 1209 ausgebrochenen Albigenserkreuzzuges an dessen militärischer Bekämpfung er aktiv teilnahm. Nachdem er 1214 verstorben war, wurde Pétronille sofort auf Betreiben König Jakobs I. von Aragon mit seinem Cousin Nuno Sanchez verheiratet. Doch der Anführer des Kreuzzuges Simon IV. de Montfort, der sich zu diesem Zeitpunkt auf dem Höhepunkt seiner Macht befand, erreichte im Gegenzug die Annullierung dieser Ehe und verheiratete Pétronille 1216 mit seinem eigenen Sohn Guido. Die Machtpolitik der Montforts sollte aber am Widerstand des lokalen Adels scheitern, 1218 fiel Simon de Montfort vor Toulouse und Gui wurde 1220 bei der Einnahme von Castelnaudary getötet.
Dennoch verblieb Pétronille und ihr Besitz im Lager der nordfranzösischen Kreuzfahrer, nachdem ihr Schwager Amaury de Montfort sie 1221 mit dem aus dem Poitou stammenden Kreuzritter Aimery de Rançon verheiratete. Dieser schloss sich nach dem Scheitern des päpstlichen Kreuzzuges 1224 dem darauffolgenden königlichen Kreuzzug an, den König Ludwig VIII. von Frankreich erfolgreich in das Languedoc führte. Aimery fiel allerdings 1226 während der Belagerung der, gegen den König revoltierenden, Stadt Avignon.
1228 heiratete Pétronille den aus dem Angoumois stammenden Herren von Cognac, Boso de Matha. Pétronille verbrachte die nächsten Jahre auf den Besitzungen ihres Ehemannes in Aquitanien, da sie sich durch ihre Ehen mit Kreuzfahrern bei der eigenen Bevölkerung unbeliebt gemacht hatte. Um 1230 kehrte Pétronille mit ihrem Ehemann nach Bigorre zurück, wo sie die öffentliche Ordnung, die aufgrund ihrer jahrelangen Abwesenheit zerfallen war, wieder herstellten. 1232 griffen sie sogar ihren Halbbruder Bernard V. an, um Erbrechte auf Comminges geltend zu machen. Auch wenn diese Ansprüche nicht durchgesetzt wurden, konnte Pétronille größere Teile des Nébouzan, das ihr einst von ihrem Vater vererbt wurde, an sich bringen. 1242 söhnte sich Pétronille mit dem Adel des Languedoc – der gegen sie wegen ihres nordfranzösischen Ehemannes feindlich gestimmt war – aus, nachdem sie und ihr Mann sich dem Aufstand des Grafen Raimund VII. von Toulouse gegen die französische Krone anschlossen. Der Aufstand scheiterte jedoch nach wenigen Monaten und Boso verlor Cognac an den König.
Nach dem Tod ihres Mannes 1247 übertrug Pétronille die Regentschaft in Bigorre ihrem Schwager Simon de Montfort und zog sich in die Abtei von Escaladieu zurück, wo sie 1271 verstarb.

## Nachkommen
Gräfin Pétronille von Bigorre hinterließ aus ihrer zweiten Ehe mit Gui de Montfort zwei Töchter:
- Alix de Montfort (* zwischen 1217 und 1220; † 1255), Nachfolgerin als Gräfin von Bigorre, ⚭ I Jourdain Eschivat III. de Chabanais, ⚭ II 1247 Raoul de Courtenay († 1271 in Neapel), Graf von Chieti
- Perenelle de Montfort, ⚭ Raoul de la Roche-Tesson

Mit ihrem fünften Ehemann Boso de Matha hatte sie eine Tochter:
- Mathe de Matha (* nach 1228; † 1273), Vizegräfin von Marsan, verheiratet mit Vizegraf Gaston VII. von Béarn

## Nachfolgekampf um Bigorre
Die Grafschaft Bigorre ging nach Pétronilles Tod zunächst an ihre Tochter Alix und nach deren Tod an ihre Enkel Eschivat († 1283) und Laura († 1316), allerdings wurde deren Erbgang von Pétronilles Schwager Simon de Montfort, der auch Vormund ihrer Enkel war, bestritten, der selber einen Anspruch auf das Bigorre erhob. Angeblich habe ihm Pétronille selbst die Grafschaft verkauft, um zu verhindern, dass diese in die Hand ihres Schwiegersohnes Gaston VII. von Béarn gerate. Da Montfort durch seine Politik in England gebunden war, blieb ihm jedoch keine Zeit, seine Rechte durchzusetzen. Nachdem Montfort 1265 bei Evesham gefallen war, verkaufte dessen gleichnamiger Sohn die Ansprüche seines Vaters auf Bigorre an König Theobald II. von Navarra.
Gegen den König von Navarra verbündeten sich nun Gaston von Béarn und dessen Neffe Graf Eschivat, der sich in Bigorre behaupten konnte. Nach Eschivats Tod aber focht Gaston von Béarn die Nachfolge von dessen Schwester Laura an und erhob nun seinerseits im Namen seiner Tochter Konstanze Ansprüche auf Bigorre. Nach jahrelangen Kämpfen zog Laura vor das Parlament in Paris, um ihre Rechte bestätigt zu bekommen. Doch das Parlament entschied zu ihren Ungunsten und erklärte stattdessen die Krone zum rechtmäßigen Erben, als Grund wurde eine alte Herrschaftsteilung des Grafen Bernard II. mit dem Bischof von Puy-en-Velay herangezogen, welche die Krone einst von dem Bistum übernommen hatte. König Philipp IV. zog daher das Bigorre ein und gab es 1302 an seine Frau Johanna, die eine Enkelin Theobalds von Navarra war. Deren Sohn König Karl IV. verband die Grafschaft mit der Krondomäne.
Dennoch blieb das Bigorre weiterhin ein umkämpftes Land. Die Häuser der Grafen von Foix und Armagnac, beides Nachkommen Pétronilles über ihre jüngste Tochter Mathe, kämpften nun ihrerseits um die Grafschaft, ohne sie in Besitz nehmen zu können, da sie weiterhin unter königlicher Verwaltung blieb. Erst 1425 belieh König Karl VII. von Frankreich den Grafen Johann I. von Foix mit dem Bigorre, nachdem das Haus Armagnac auf seine Ansprüche verzichtet hatte.